# Selektivní opakování
Selektivní opakování nebo selektivní potvrzování (anglicky Selective Repeat ARQ nebo Selective Reject ARQ) je zvláštní případ protokolu zpětné vazby s automatickým opakováním používaného pro zajištění spolehlivé komunikace přes nespolehlivé linky.

## Koncept
Pokud zpětná vazba s automatickým opakováním používá selektivní opakování, může odesilatel poslat větší množství rámců (jejich počet je omezen velikostí posuvného okénka) bez čekání na potvrzení od příjemce. Příjemce informuje odesilatele, které rámce mu chybí, takže odesilatel může opakovat vysílání pouze chybějících rámců. Tím se tato metoda odlišuje od metody opakování s návratem, při které se opakuje vysílání chybně přeneseného rámce i všech rámců, které po něm následují. Při selektivním opakování příjemce přijímá i rámce mimo pořadí a ukládá je. Odesilatel jednotlivě opakuje vysílání rámců, u kterých vypršela prodleva pro potvrzení.

## Použití
Selektivní opakování se může používat jako protokol pro doručování a potvrzování částí zprávy nebo jako protokol pro doručování a potvrzování jednotlivých segmentů pokud bylo potřeba původní části zprávy znovu rozdělit na menší segmenty.
Pokud se selektivní opakování používá jako protokol pro doručování zpráv, odesílající proces pokračuje v posílání několika rámců podle velikosti okénka dokonce i po ztrátě rámce. Na rozdíl od opakování s návratem, příjemce bude pokračovat v příjmu a potvrzovat rámce odeslané po první chybě; jedná se o obecný případ protokolu s posuvným okénkem s vysílacím a přijímacím okénkem větším než 1.
Příjemce si udržuje pořadové číslo prvního rámce, který nebyl přijat, a toto číslo posílá v každém potvrzení. Jestliže rámec od odesilatele nedorazí k příjemci, odesilatel pokračuje v posílání následujících rámců, dokud nevyprázdní své okénko. Příjemce ukládá bezchybně přijaté rámce do přijímacího okénka, a v odpovědích opakuje pořadové číslo prvního chybějícího rámce. Jakmile odesilatel odeslal všechny rámce ve svém okénku, pošle znovu rámec s číslem uvedeným v potvrzení a pak pokračuje vysíláním dalších dosud neodeslaných rámců.
Velikost vysílajícího a přijímacího okénka v daném směru musí být stejná a nesmí být větší než polovina maximálního pořadového čísla (za předpokladu, že pořadová čísla jsou 0 až n−1), aby se zabránilo chybné interpretaci ve všech případech ztráty paketů. Pro pochopení uvažujme případ, kdy dojde ke ztrátě všech potvrzení. Kdyby přijímací okénko bylo větší než polovina maximálního pořadového čísla, některé nebo dokonce všechny pakety, které by byly znovu poslány po prodlevě by byly nerozpoznané duplikáty. Odesilatel posouvá své okénko pro každý potvrzený paket.
Pokud se selektivní potvrzování používá jako protokol pro doručování znovu rozdělených segmentů, funguje poněkud odlišně. V nespojitých kanálech, kde mohou být zprávy různé délky, standardní protokol zpětné vazby s automatickým opakováním nebo hybridní zpětné vazby s automatickým opakováním protokoly může považovat zpráva za jedinou jednotku. Případně může selektivní opakování přenosu být použito ve spojení se základní zpětnou vazbou s automatickým opakováním, kde zpráva je nejdřív znovu rozdělena na segmenty (podbloky, typicky pevné délky) procesem nazývaným segmentace paketů. Původní zpráva proměnné délky je tedy reprezentována jako sřetězení proměnného počtu segmentů. Zatímco ve standardní zpětné vazbě s automatickým opakováním se zpráva potvrzuje kladně nebo záporně jako celek, při zpětné vazbě s automatickým opakováním se selektivním opakováním obsahuje záporné potvrzení také bitové příznaky indikující identitu každého úspěšně přijatého segmentu. U zpětné vazby s automatickým opakováním se selektivní opakování přenosu segmentovaných zpráv se při každém opakování přenosu zmenšuje délka, takže stačí pouze přenášet segmenty, které byly spojeny.
Ve většině kanálových modelů s proměnnou délkou zpráv se pravděpodobnost bezchybného přenosu zmenšuje nepřímo úměrně s rostoucí délkou zprávy. Jinými slovy je snazší přenášet krátké zprávy. Proto standardní zpětná vazba s automatickým opakováním pro zprávy proměnné délky má větší potíže s doručováním delších zpráv, protože se musí opakovat celá zpráva. Selektivní opakování přenosu aplikované na zprávy proměnné délky úplně odstraňuje potíže při doručování delších zpráv, protože úspěšně doručené segmenty ukládá příjemce do vyrovnávací paměti a počet nepotvrzených segmentů v následujícím přenosu je menší.

## Příklady
Protokol TCP používá variantu opakování s návratem pro zajištění spolehlivého přenosu dat nad protokolem IP, který spolehlivé doručování paketů neposkytuje.
ITU-T standard G.hn umožňuje vytváření vysokorychlostních (až 1 Gbit/s) lokálních sítí s využitím stávající kabeláže (elektrických vedení, telefonních linek a koaxiálních kabelů), a pro zajištění spolehlivého přenosu zarušenými přenosovými kabely používá Selektivní opakování. G.hn využívá segmentaci paketů pro rozdělení zpráv na menší části, pro zvýšení pravděpodobnosti, že každý segment bude doručen bezchybně.
STANAG 5066 PROFILE FOR HF RADIO DATA COMMUNICATIONS používá Selektivní opakování s maximální velikostí okénka 128 PDU.